# Koloni (ort i Cypern)
Koloni är en ort i Cypern.   Den ligger i distriktet Eparchía Páfou, i den sydvästra delen av landet, 90 km sydväst om huvudstaden Nicosia. Koloni ligger 85 meter över havet och antalet invånare är 264. Den ligger på ön Cypern.
Terrängen runt Koloni är platt åt sydväst, men åt nordost är den kuperad. Havet är nära Koloni åt sydväst.Trakten runt Koloni är ganska glesbefolkad, med 25 invånare per kvadratkilometer. Närmaste större samhälle är Pafos, 4,6 km nordväst om Koloni. Trakten runt Koloni består till största delen av jordbruksmark.